# Ramses II

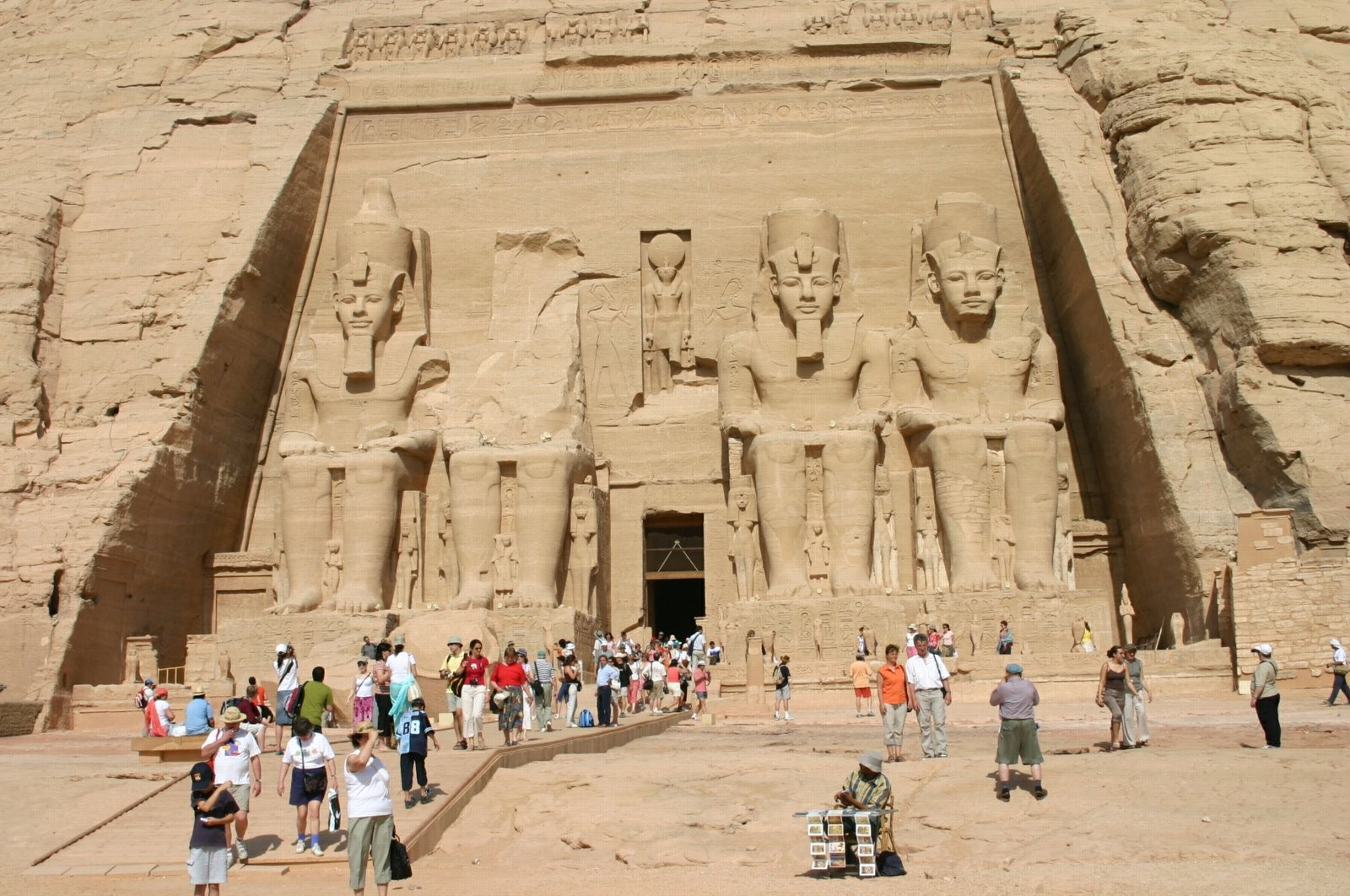
De tempel van Ramses II in Aboe Simbel is uitgehakt in de rotsen

Ramses II of Ramses de Grote (ca. 1300 v.Chr. – 1213 v.Chr.) was de derde farao van de 19e dynastie uit de Egyptische oudheid.

## Biografie
Ramses II wordt wel beschouwd als de grootste farao aller tijden. Hij was een groot veldheer en bouwer. Hij liet onder andere Aboe Simbel en het Ramesseum bouwen en breidde ook verschillende andere tempels uit. Bovendien liet hij een nieuwe hoofdstad in de Nijldelta bouwen om zo eerder te kunnen reageren op een Hettitische aanval. Hij had vele vrouwen, waaronder Nefertari, die een van de mooiste graven in de Vallei der Koninginnen heeft. Zelf is Ramses begraven in de Vallei der Koningen (graf DK 7). Zijn mummie bevindt zich in Caïro.
Op de leeftijd van veertien jaar werd hij tot co-regent benoemd. Hij bereikte een zeer hoge leeftijd (waarschijnlijk negentig jaar) en vierde daardoor vele Sed-festivals. Hij overleed na een regering van 66 jaar en 2 maanden en werd opgevolgd door zijn dertiende zoon Merenptah.

### Kadesh
In het begin van zijn regering vielen de Sjardana in 1297 v.Chr. de Nijldelta binnen en werden na veel plunderingen door 
Ramses II gevangen genomen. Hij maakte hen tot huurlingen en met hun hulp vocht hij een grote veldslag uit tegen de Hettieten, bij Kadesh. Hij riep zichzelf uit als grote overwinnaar van deze slag, terwijl hij dat in feite niet was. Door een valstrik van de Hettieten leed zijn leger al snel zware verliezen. Al bij de eerste aanval verloor Ramses twee van zijn vier divisies van vijfduizend man. Ramses kon ontsnappen, geholpen door de laatste divisie en de elitekrijgers van zijn leger, die hem te hulp schoten. In de jaren hierna onderhandelde hij met de Hettieten over een verdrag om zich zo gezamenlijk te weren tegen de dreiging uit Assyrië. De originele tekst van het verdrag is bewaard gebleven:
Mogen duizenden godheden, waaronder de goden en godinnen van Hatti en Egypte, getuige zijn van dit verdrag tussen de keizer van Hatti en de farao van Egypte.
Ook zijn getuigen de zon, de maan de goden en godinnen van hemel en aarde, de bergen en de rivieren, de zee, de winden en de wolken.

De duizenden godheden zullen het huis, het land en de onderdanen vernietigen van degene die zich niet aan het verdrag houdt.
De duizenden godheden zullen ervoor zorgen dat degene die zich er wel aan houdt een rijk en gelukkig leven zal leiden met zijn huisgenoten, zijn kinderen en zijn onderdanen.
Ramses II werd vereeuwigd in het gedicht Ozymandias. Ozymandias of Osymandias is de Oudgriekse transliteratie van een deel van zijn koningsnaam.
Om dit bondgenootschap tegen de Assyriërs nog maar eens te bewijzen, trouwde de dochter van Hattusili 3 met de bekende Egyptische farao.

## Bouwwerken
- Aboe Simbel
- Graf DK 7 in Vallei der Koningen
- Tempel van Luxor: voorhof en pyloon
- Ramesseum